# Aptoceras punctipes
Aptoceras punctipes är en insektsart som beskrevs av Marius Descamps 1981. Aptoceras punctipes ingår i släktet Aptoceras och familjen gräshoppor. Inga underarter finns listade i Catalogue of Life.